# Osorske glazbene večeri
Osorske glazbene večeri su glazbeno-scenski festival koji se u ljetnim mjesecima, u srpnju i kolovozu, održava u crkvi Uznesenja Blažene Djevice Marije u Osoru na otoku Cresu a ponekad i na drugim lokacijama, poput glavnog osorskog trga ili ruševina benediktinske opatije Sv. Petra. Festival je pokrenut 1976. godine i otada poseban naglasak stavlja na hrvatsku glazbenu baštinu i narudžbu novih djela koja se praizvode u Osoru. Utemeljitelj i doživotni umjetnički ravnatelj festivala bio je Daniel Marušić (1976. – 2009.). Nakon Marušićeve smrti festival su vodili Berislav Šipuš (2009. – 2011.), Ivana Kocelj (2012. – 2015.) te Branko Mihanović (2016. –  danas). Zbog iznimnog doprinosa nacionalnom stvaralaštvu, festivalu je 2011. godine dodijeljen status nacionalnog.  
Tijekom poseljednjih desetljeća na festivalu je praizvedeno gotovo 300 djela hrvatskih skladatelja, među kojima se ističu Boris Papandopulo, Stjepan Šulek, Ivan Brkanović, Miroslav Miletić, Stanko Horvat i ostali. Brojni koncerti su snimljeni, a neki i izdani: Osorska trilogija (Cantus Records, Hrvatska radiotelevizija, Osorske glazbene večeri, 2013.) nagrađena nagradom Porin (nagrada) u kategoriji najbolji album klasične glazbe, te serija od sedam ploča s djelima hrvatskih skladatelj (Jugoton, 1976. – 1984.). Tekstove za festival su pisali ugledni muzikolozi: Nikša Gligo, Eva Sedak, Zdenka Weber, Ennio Stipčević, Zlatko Stahuljak, Erika Krpan i ostali.
Na poticaj festivala postavljen je osorski perivoj skulptura s djelima Ivana Meštrovića, Frana Kršinića, Vanje Radauša, Marije Ujević-Galetović, Tome Rosandića i drugih. U crkvi Uznesenja Blažene Djevice Marije, glavnom koncertnom prostoru, postavljen je Križni put, zbirka djela istaknutih hrvatskih slikara: Vasilija Jordana, Zlatka Kauzlarića Atača, Đure Sedera, Omera Mujadžića i ostalih, te kipara Belizara Bahorića, Ljerke Njerš i ostalih.  
Dizajn programskih knjižica, plakata i ostalih izdanja festivala djelo je različitih autora: Branko Vujanović, Zdenka Pozaić, Dragutin Dado Kovačević, Bojan Gagić, studio Parabureau, studio Kuna zlatica. 
Festival Osorske glazbene večeri organizira istomena udruga koja ima svoju skupštinu. Povodom 30. obljetnice festivala, izdan je zbornik Arkadija hrvatske glazbe: 30 godina festivala Osorske glazbene večeri, koji je priredila Dodi Komanov.

## Programi festivala
2016. 41. OGV - posvećeno Josipu Štolceru Slavenskom
Cantus Ansambl - Zagrebački solisti - Berislav Šipuš - Leon Košavić // Soyoung Yoon - Marcin Sikorski // Edin Karamazov // Zbor Hrvatske radiotelevizije - Instrumentalni ansambl - Tomislav Fačini - Monika Cerovečec - Ivana Garaj Korpar - Andro Bojanić - Želimir Panić - Mladen Klepo // Monika Leskovar i prijatelji: Giovanni Guzzo - Susanna Yoko Henkel - Aleksandar Milošev - Danusha Waskiewcz - Giovanni Sollima - Giuseppe Andaloro // Zoran Dukić - Petrit Çeku - Maroje Brčić - Tvrtko Sarić // Martin Draušnik - Krešimir Bedek // Aljoša Jurinić // Filip Merčep - Nicolas Sinković // Domagoj Pavlović - Trio 1887.: Shu Akamatsu - Branimir Pustički - Petra Gilming // I Solisti di Pavia - Enrico Dindo // Radovan Vlatković - Marin Maras - Danijel Detoni // Kvartet Henschel: Christoph Henschel - Catalin Desaga - Monika Henschel - Mathias Beyer-Karalshoj. 
2015. 40. OGV  - posvećeno Danielu Marušiću
Simfonijski orkestar Hrvatske radiotelevizije - Aleksandar Marković - Filip Fak // L'Arpeggiata - Christina Pluhar - Vincenzo Capezzuto // Leon Košavić - Ena Pongrac - Lana Bradić // Hrvatski gudački kvartet // Pavao Mašić // Cantus Ansambl - Ivan Josip Skender - Siniša Hapač - Srebrenka Poljak // Monika Leskovar i prijatelji: Monika Leskovar - Giovanni Sollima - Giuseppe Andaloro - Boris Brovcin - Aleksandar Milošev - Giovanni Guzzo // Danijel Detoni // Kvartet Papandopulo // Zagrebački gitaristički kvartet // Zagrebački solisti - Kaja Farszky // Vokalni ansambl Antiphonus - Instrumentalni ansambl - Tomislav Fačini - Bojan Čičić - Diana Haller - Ivana Lazar - Krešimir Stražanac. 
2014. 39. OGV - posvećeno 100. obljetnici rođenja skladatelja Stjepana Šuleka, Natka Devčića i Ive Mačeka.
Simfonijski orkestar Hrvatske radiotelevizije - Ivan Repušić - Monika Leskovar // Aljoša Jurinić - Ivan Mučić // Cantus Ansambl - Berislav Šipuš - Marin Maras - Martina Gojčeta Silić // Zbor Hrvatske radiotelevizije - Tonči Bilić // Katarina Krpan // Zagrebački kvartet - Filip Merčep - Srebrenka Poljak // Kvartet tuba XL - Eric Aubier // Spira Mirabilis // Goran Filipec - Silvia Mazzon // Petrit Ceku // Hrvatski barokni ansambl - Akademski zbor Ivan Goran Kovačić - Saša Britvić - Marija Kuhar Šoša - Martina Klarić - Helena Lucić // Dialogos - Katarina Livljanić // Giorgio Surian - Filip Fak // Zagrebački solisti - Teresa Baban - Henryk Blazej // Gudački kvartet Mozarteum - Radovan Vlatković - Krešimir Stražanac. 
2013. 38. OGV - posvećene Dori Pejačević i Blagoju Bersi
Simfonijski orkestar Hrvatske radiotelevizije - Aleksandar Marković - Martina Filjak // Vokalni ansambl Antiphonus - Tomislav Fačini - Dmitrij Sinkovski - Pavao Mašić // Trio Osor // Gudački kvartet Porin // Ante Knešaurek // Cantus Ansambl - Berislav Šipuš - Martin Draušnik - Davorka Horvat - Tamara Franetović Felbinger // Zoran Dukić // Varaždinski komorni orkestar - Aljoša Jurinić // Renata Pokupić - Leda Parać // Gomalan kvintet // Gudački kvartet Tartini // Monika Leskovar // Pavica Gvozdić // Marta Babić - Ana Čehil Peršinec - Tanja Sonc - Božena Hrup // Komorni gudački orkestar Hrvatske glazbene mladeži - Pavle Zajcev // Zagrebački solisti // Anđelko Krpan - Marko Genero // Enrico Dindo - Monica Cattarossi. 
2012. 37. OGV - posvećeno Bruni Bjelinskom.
Osorska trilogija: Zbor Hrvatske radiotelevizije - Članovi Simfonijskog orkestra Hrvatske radiotelevizije - Marko Letonja - Marija Kuhar Šoša - Martina Gojčeta Silić - Dejan Maksimilijan Vrbančić - Luciano Batinić - Joško Ševo / Zbor Hrvatske radiotelevizije - Članovi Simfonijskog orkestra Hrvatske radiotelevizije - Tonči Bilić - Kristina Kolar - Stjepan Franetović - Siniša Hapač - Lela Kaplowitz / Zbor HRT-a - Cantus Ansambl - Berislav Šipuš - Monika Cerovečec - Martina Gojčeta Silić - Domagoj Dorotić - Berislav Puškarić // Komorni gudački orkestar Slovenske filharmonije - Giampiero Sobrino - Andrej Petrač // Amadeus Trio // Trio Orlando // Hrvatski barokni ansambl - Akademski zbor Ivana Gorana Kovačića - Saša Britvić - Marija Kuhar Šoša - Helena Lucić - Dejan Maksimilijan Vrbančić - Goran Jurić // Milko Pravdić - Maja Bakrač // Srđan Čaldarović // Neven Hrustić // Ivana Srbljan - Ivan Violić // Mihovil Karuza - Nikša Bobetko // Ivan Šverko - Ljubomir Puškarić - Simon Dešpalj // Gudački kvartet veronske Arene // Komorni gudački orkestar Hrvatske glazbene mladeži - Pavle Zajcev - Srđan Bulat - Filip Merčep. 
2011. 36. OGV - posvećeno Anđelku Klobučaru.
Simfonijski orkestar Hrvatske radiotelevizije - Tonči Bilić - Ivana Lazar - Martina Gojčeta Silić - Dejan Vrbančić - Luciano Batinić // Zbor HRT-a - Tonči Bilić // Klapa Jelsa // Zagrebački solisti - Aljoša Jurinić - Kvartet gitara Leonardo // Kvartet gitara Leonardo // Ivan Novinc - Srđan Čaldarović // Zita Varga - Nadia Varga Modrić // Srđan Bulat // Zagrebački puhački trio // Kvartet Klang // Zagrebački klavirski trio // Danijel Detoni - Goran Filipec // Gudački kvartet Dominant // Marija Kuhar Šoša - Mario Šoša // Lana Genc // Ad gloriam bras // Cantus Ansambl - Berislav Šipuš - Marta Babić - Dubravka Šeparović Mušović - Bruno Vlahek. 
2010. 35. OGV - tema festivala: Očevi i sinovi - Vladimir i Juraj Stahuljak; Ivo i Frano Parać. 
Simfonijski orkestar Hrvatske radiotelevizije - ZBor HRT-a - Tonči Bilić - Adela Golac Ridović - Martina Gojčeta Silić - Domagoj Dorotić - Luciano Batinić // Mješoviti zbor HRT-a - Tonči Bilić* // Martin Draušnik* // Ansambl Cellomania - Valter Dešpalj - Monika Leskovar - Giovanni Sollima // Zagrebački solisti - Sreten Krstić - Aleksandar Milošev - Berislav Arlavi // Srđan Bulat* // Martina Filjak // Ansambl Sorkočević-Sorgo // Zagrebački puhački ansambl // Bojan Čičič - Pavao Mašić // Petar Kovačić - Goran Filipec // Martina Gojčeta Silić - Antonio Brajković - Leda Parać // Marin Maras* // Gruppo Fiati Musica Aperta - Pieralberto Cattaneo // Kvartet Porin // Filip Merčep - Kvartet Porin* // Ansambl Cantus Classic - Berislav Šipuš - Ana Maria Grazio. 
*koncerti održani na ruševinama crkve Sv. Petra
2009. 34. OGV - tema festivala: Djed i unuk - Josip Hatze i Ruben Radica // In memoriam: Daniel Marušić 
Hrvatski komorni orkestar - Pavle Dešpalj - Dalibor Cikojević - Valentina Fijačko // Zagrebački kvartet // Goran Listeš // Hrvatski komorni orkestar - Berislav Šipuš // Hrvatski barokni ansambl - Laura Vadjon // Zagrebački kvartet saksofona // Zagrebački gitaristički kvartet // Zagrebački solisti - Ana Benić - Nikša Radovanović // Ad gloriam brass // Tamara Coha Mandić - Dijana Grubišić Čiković // Rosario Cicero - Mario D'Agosto // Hrvatska komorna filharmonija - Pavle Dešpalj - Klasja Modrušan // Pavica Gvozdić // Darko Petrinjak // Laura Vadjon - Krešimir Has // Trio Brahms // Maxim Fedotov - Galina Petrova // Cantus Ansambl - Mješoviti zbor Ivan Filipović - Berislav Šipuš - Goran Jerković - Martina Gojčeta Silić - Monika Cerovečec - Domagoj Dorotić - Goran Jurić. 
2008. 33. OGV - posvećeno Stanku Horvatu.
Hrvatski komorni orkestar - Berislav Šipuš - Pavica Gvozdić // Pavica Gvozdić // Trio Osor // Tonko Ninić - Vladimir Krpan // István Rőmer // Zagrebački solisti - Davor Radić // Monika Leskovar - Giovanni Sollima // Kimiko Nakazawa - Goran Končar - Aya Tokuda - Seiji Okamoto - Petra Gilming // Paulo Martelli // Maxim Fedotov - Gallina Petrovna // Acco duo // Solisti Hrvatskog baroknog ansambla // Tamara Coha Mandić - Dijana Grubišić Čiković // Zagrebački gitaristički kvartet // Zagrebački kvartet // Armène Stakian - Miguel Charosky // Marek Drewnonowski // Hrvatska komorna filharmonija - Pavle Dešpalj - Francesco Squarcia.
2007. 32. OGV - posvećeno Miroslavu Miletiću.
Bukureštanska sinfonija - Florin Totan // Renata Penezić - Darko Petrinjak // Zagrebački kvartet // Zagrebački kvartet saksofona // I Cameristi Italiani - Vincenzo Bolognese - Francesco Squarcia // Dubrovački simfonijski orkestar - Pavle Dešpalj - Pavica Gvozdić // Kvartet tuba XL // Trio Osor // Dijana Grubišić Čiković - Boštjan Lipovšek // Vladimir i Katarina Krpan // Kvintet Frédérick Chopin - Marek Drewnowski // Dubrovački gitarski trio // Pavica Gvozdić // Darko Petrinjak // Grand Wind Zagreb - Ante Milić // Acco duo // Aquamarine quartet // Zagrebački gitaristički kvartet // Virginio Pavarana // Hrvatski komorni orkestar - Dinko Appelt - Lovro Merčep.
2006. 31. OGV - posvećeno Igoru Kuljeriću.
Zagrebački solisti - Filip Fak // Zagrebačka filharmonija - Ivan Repušić - Monika Leskovar // Vlatka Oršanić - Ida Gamulin // Cantus Ansambl - Berislav Šipuš - Neda Martić - Marijan Trček // Zagrebački kvartet // Zagrebački kvartet saksofona - Ivan Batoš // Brass ansambl Ad Gloriam // I Cameristi Italiani - Vincenzo Bolognese - Francesco Squarcia // Renata Penezić - Pavle Zajcev - Zarja Alajbeg // Zagrebački gitarski trio // Tonko Ninić - Goran Listeš // Tamara Coha Mandić - Dijana Grubišić Čiković // Pavica Gvozdić // Ansambl Florestano Rossomandi // Klarinetski trio Arcimboldo - Argit Caldura - Katja Markotić - Josip Lešaja // Zagrebački gitaristički kvartet // Hrvatski komorni orkestar - Pavle Dešpalj // Darko Petrinjak // Monika Leskovar - Ivana Švarc Grenda // Dubrovački gitarski trio. 
2005. 30. OGV - posvećeno Dori Pejačević.
Zagrebački solisti - Josip Lešaja // Goran Končar - Ida Gamulin // Concilium Musicum Wien // Dalibor Cikojević // Dubrovački gitarski trio // Teres Kaban - Henryk Blazej // Zagrebački gitarski trio // Tonko Ninić - Vladimir Krpan // I Cameristi Italiani - Vincenzo Bolognese - Gianluca Littera - Francesco Squarcia // Renata Penezić - Darko Petrinjak // Zagrebački kvartet - Davorka Horvat // Musica Viva // Pavica Gvozdić // Tamara Coha Mandić - Dijana Grubišić Čiković // Miriam Sadun - Silvano Mazzoni // Pleyel Trio Wien - Katja Markotić // Orkstar hrvatske vojske - Tomislav Fačini - Vedran Kocelj // Virginio Pavarana // Musa Ludens // Zagrebačka filharmonija - Ivan Repušić - Ivo Dropulić. 
2004. 29. OGV - posvećeno Stjepanu Šuleku.
Zagrebački solisti // Brass Ansambl Ad Gloriam // Dalibor Cikojević // Budimpeštanski glasovirski kvintet // Trio Kubelik Prag // Cellomani, Ansambl violončelista festivala "Strings Only!" // Renata Penezić - Branko Mihanović - Mario Čopor // Ida Gamulin // Zagrebački kvartet // Virginio Pavarana // Tamara Coha - Diana Grubišić // Zagrebački gitaristički kvartet // Concilium Musicum Wien // Tonko Ninić - Iva Konjevod // Trio Basilisk // Masatoshi Hirano - Maria Mikulić-Štimac // Nikica Lesić // Pavica Gvozdić // Darko Petrinjak // Musica da Camera // Dubrovački gitarski trio. 
2003. 28. OGV - posvećeno Borisu Papandopulu. 
Zagrebački kvartet // Zagrebački solisti - Marko Mihajlović // Tonko Ninić - Viktor Vidović // Concilium Musicum Wien - Paul Angerer // The Utrecht Students Choir and Orchestra - Johan Rooze - Lara Diamand - Gemma Jansen - Otto Bauknecht - Erks Jan - Dekker // Brass Ansambl Ad Gloriam // Musa Ludens // Mješoviti zbor HRT-a - Igor Kuljerić // Katarina i Vladimir Krpan // Hrvatski serenadni ansambl // Dubrovački gitarski trio // Dalibor Cikojević // Musica Viva // Pavica Gvozdić // Trio Nuovo Faurè // Ruggero Laganà - Cristina Carini // Zagrebački gitaristički kvartet // The Budapest Piano Quintette // Nataša Milić - Ante Milić - Anamarija Milić // Trio Gacije // Trio da Trieste // Ulrich von Wrocham - Wolfram Lorenzen. 
2002. 27. OGV
Mješoviti zbor HRT-a - Igor Kuljerić // Virginio Pavarana // Quintetto di Trento 'Ensemble ArStudium' - Virginio Pavarana // Zagrebački solisti - Karlo Slobodan Fio // Mješoviti pjevački zbor KUD INA - Bojan Pogrmilović - Petar Rogošić - Tomislav Taritaš - Vedrana Zrnić - Nedim Mulahalilović - Krešo Maračić // Tonko Ninić - Viktor Kovačić // Maksim Mrvica // Zagrebački kvartet // Gruppo strumentale Veneto - Sebastiano Maria Vianello - Gabriele Maria Vianello // Ljerka Očić - Alen Kopunović-Legetin // Zagrebački gitaristički kvartet // I Solisti di Milano // Pavica Gvozdić // Renata Penezić - Darko Petrinjak // Katarina i Vladimir Krpan // Dalibor Cikojević // Duo Blasco-Guerrato // Mauro Loguercio - Rugiero Lagana // Ratomir Kliškić // Nataša Milić - Ante Milić - Anamarija Milić // Tamara Jurkić-Sviben // Brass Ansambl Ad Gloriam. 
2001. 26. OGV
Quintetto città di Trento - Virginio Pavarana // Virginio Pavarana // Zagrebački gitaristički kvartet // Tonko Ninić - Viktor Viković // Glumačka družina Histrion // Ida Gamulin // Zagrebački kvartet // Zbor Romeo i Julija kraljevskog dramskog kazališta iz Stockholma - Benoît Malberg // Vladimir Krpan // Dubrovački gitarski trio // Nuova Cameristica Italiana - Berislav Šipuš // Pavica Gvozdić // Cécile Berry - Pavica Gvozdić // Zagrebački klavirski trio // Iva Nikolova - Dalibor Cikojević // Lana Genc // Darko Petrinjak // Mira Vlahović - Miroslav Salopek // Ansambl Milonga Astoria // Nataša Milić - Ante Milić - Anamarija Milić // Katarina Krpan. 
2000. 25. OGV
Zagrebački solisti // Nataša Milić - Ante Milić - Anamarija Milić // Marija Pavlović - Gaja Vukelić // Giorgio Blasco - Ennio Guerrato // Ida Gamulin // Pavica Gvozdić // Dubrovački gitarski trio // Branko Mihanović - Hrvojka Mihanović-Salopek // Zagrebački kvartet // Tonko Ninić - Mario Perestegi // Zagrebački gitarski trio // Zbor Romeo i Julija // Ugo Orlando - Ljubomir Gašparović // Anđelko Krpan - Dalibor Cikojević // Glumačka družina Histrioni // Ansambl limenih puhača Ad Gloriam // Zoran Dukić - Maroje Brčić // Kvartet David // Zagrebački gitarsitički kvartet // Virginio Pavarana // Zagrebački glasovirski trio // Nikica Lesić // Vladimir Krpan.
1999. 24. OGV

## Praizvedbe
Na festivalu je do sada izvedeno gotovo 300 novih djela, od kojih je značajan broj nastao na narudžbu festivala. Do sada su praizvedena djela sljedećih skladatelja: Antonio Babić, Saša Bastalec, Miro Belamarić, Srđan Berdović, Petar Bergamo, Bruno Bjelinski, Davor Bobić, Vladimir Bodegrajac, Philip Bračanin, Srećko Bradić, Massimo Brajković, Željko Brkanović, Ivan Brkanović, Dalibor Bukvić, Viktorija Čop, Srđan Dedić, Dubravko Detoni, Pavle Dešpalj, Natko Devčić, Sanja Drakulić, Zlatko Dvoržak, Frano Đurović, Tomislav Fačini, Martina Filjak, Nenad Firšt, Silvio Foretić, Bojan Gagić, Nikola Glassl, Ruđer Glavuritć, Pero Gotovac, Jakov Gotovac, Stanko Horvat, Olja Jelaska, Ivo Josipović, Zoran Juranić, Đelo Jusić, Alfi Kabiljo, Davorin Kempf, Ivana Kiš, Anđelko Klobučar, Ante Knešaurek, Vladimir Kos, Juraj Kraljić, Mirko Krstičević, Igor Kuljerić, Božidar Kunc, Sanja Lasić, Ivo Lhotka Kalinski, Vanja Lisak, Goran Listeš, Zdravko Lončarić,  Josip Magdić, Sanda Majurec, Adalbert Marković, Josip Matanović, Frano Matušić, Filip Merčep, Matej Meštrović, Miroslav Miletić, Josip Aleksandar Molnar, Zvonimir Nagy, Zoran Novačić, Vjekoslav Nježić, Nikša Njirić, Petar Obradović, Ljerka Očić, Krsto Odak, Branko Okmaca, Dubravko Palanović, Boris Papandopulo, Frano Parać, Marin Rabadan, Ruben Radica, Marko Robinić, Marko Ruždjak, Krešimir Seletković, Tomislav Simović, Nicolas Sinković, Ivan Josip Skender, Marko Slaviček, Juraj Stahuljak, Sanja Stojanović, Antun Tomislav Šaban, Berislav Šipuš, Stjepan Šulek, Zlatko Tanodi, Mladen Tarbuk, Gordan Tudor, Tomislav Uhlik, Bruno Vlahek.

## Izdanja
2006. Arkadija hrvatske glazbe. 30 godina festivala Osorske glazbene večeri, prir. Dodi Komanov, OGV, Zagreb. 
1999. Ana Deanović, Mali vječni grad Osor (3. dopunjeno i prošireno izdanje), ur. Daniel Marušić, OGV, Osor.
1989. Glazbeni barok u Hrvatskoj: zbornik radova za simpozija održanog u Osoru 1986., ur. Ennio Stipčević, OGV, Osor. 
1985. Jakov Gotovac: Moj hat, balada za bariton i orkestar (klavirski izvadak), tekst Rikard Nikolić, OGV - HDS, Zagreb - Osor. 
1983. Luka i Antun Sorkočević: hrvatski skladatelji, ur. Stanislav Tuksar, Muzičko informativni centar Koncertne direkcije Zagreb - OGV, Zagreb - Osor. 
1980. Josip Mihovil Stratico, Simfonije: partitura, revizija Stjepan Šulek, MIC - OGV, Zagreb - Osor. 
1979. Josip Škerlj, OGV, Osor.  
1978. Ivan Lacković Croata, tekst: Marijan Matković, ur. Daniel Marušić, OGV, Osor.  
1978. – 1980. Ivan Mane Jarnović – hrvatski skladatelj: zbirka radova, ur. Stanislav Tuksar, MIC - OGV, Zagreb - Osor. 
1976. Ana Deanović, Mali vječni grad Osor, OGV, Osor.  

## Simpoziji, kolokviji i okrugli stolovi
2013. Marko Ruždjak (u suradnji s Hrvatskom akademijom znanosti i umjetnosti te Hrvatskim društvom skladatelja)
1996. Okrugli stol o programima OGV-a i suradnji s lokalnom upravom 
1986. Glazbeni barok u Hrvatskoj i Jakov Gotovac
1984. Božidar Kunc
1983. Ivan Brkanović
1980. Josip Mihovil Stratik
1979. Luka i Antun Sorkočević: životi i djela
1978. Ivan Mane Jarnović i njegovo doba

## Nagrada "Andrija Patricij Petrić"
Osorske glazbene večeri sporadično su dodjeljivale nagradu "Andrija Patricij Petrić" zaslužnim izvođačima i skladateljima koji su na poseban način pridonijeli festivalu. Posljednja nagrada uručena je 2005. godine te se od tada ne uručuje. Dobitnici nagrade su:
2004. Zagrebački solisti
2002. Zagrebački kvartet
2002. Josip Velnić (Hrvatski restauratorski zavod) - posebna nagrada Osorskih glazbenih večeri za skrb u obnovi Osora
2001. Pavica Gvozdić
1984. Natko Devčić - nagrada za skladbu Lirska scena praizvedenu na festivalu
1981. Vladimir Krpan

## Izložbe
Izložbena djelatnost zamišljena je kao sastavni dio Osorskih glazbenih večeri. Većina izložbila bila je postavljena u galeriji Juraj Dalmatinac na osorskom trgu. Galeriju je vodila povjesničarka umjetnosti i likovna kritičarka Branka Hlevnjak. 
2002. Vasilije Jordan
2001. Hari Ivančić: Osor
2000. Zdenka Pozaić: Šum mora / Ivica Antolčić: Osorske impresije
1999. Lovro Artuković: Osorski otoci
1998. Izvor Oreb: Marina
1997. Mirjana Marušić Gorska: Primorski mediteranski gradovi
1996. Stipe Nobilo
1995. Edo Murtić
1994. Ljerka Njerš: Hrvatske teme
1993. Branimir Butković: Apsyrtides
1992. Željko Senečić: Hrvatska 1991. Zašto?
1991. Živko Haramija: Osorski akvareli
1979. Josip Škerlj
1978. Ivan Lacković Croata

## Nagrade i priznanja
2005. Povelja predsjednika Republike Hrvatske (odlukom predsjednikom Republike Stjepana Mesića) - povodom 30 godina djelovanja 
2000. Nagrada "Vatroslav Lisinski" za kontinuirano poticanje hrvatskog glazbenog stvaralaštva
1995. Zahvalnica Hrvatskog društva skladatelja povodom 50 godina postojanja za dugogodišnju uspješnu suradnju na promicanju hrvatskog glazbenog stvaralaštva
1986. Zlatna plaketa turističkog saveza općine Cres-Lošinj za postignute uspjehe na razvoju turizma na području općine Cres-Lošinj
1985. Nagrada "Vatroslav Lisinski" Društva hrvatskih skladatelja za posebno zalaganje na afirmaciji hrvatskog glazbenog stvaralaštva

## Vanjske poveznice
- Osorske glazbene večeri (službene stranice)  Arhivirana inačica izvorne stranice od 18. srpnja 2013. (Wayback Machine) (hrv.) (engl.)